# La Chambre ardente (film)
Pour les articles homonymes, voir Chambre ardente.
Pour plus de détails, voir Fiche technique et Distribution.
La Chambre ardente est un film franco-italo-allemand réalisé par Julien Duvivier sorti en 1962, d'après le roman de John Dickson Carr (La Chambre ardente), et inspiré par le tribunal français du même nom.

## Synopsis
L'historien Michel Boissard est invité avec sa femme, Marie, qui est descendante de la marquise de Brinvilliers, la célèbre empoisonneuse, au château de Mathias Desgrez. Celui-ci est le descendant du dernier amant de la marquise qui la dénonça. Mathias Desgrez est un adepte des sciences occultes qu'il pratique avec son ami, le docteur Hermann. Les neveux de Mathias Desgrez, Marc et Stéphane Desgrez, arrivent au château, attendant impatiemment l'héritage… La femme de Marc, Lucie, elle aussi espère. Marc, qui a pour maîtresse l'infirmière personnelle de son oncle Mathias, Myra, voudrait précipiter la mort de son oncle, lequel oncle est fasciné par l'arrivée de Marie Boissard.
Une nuit, peu de temps après, Mathias Desgrez meurt après avoir reçu la visite d'une femme mystérieuse montée lui porter ses médicaments et vue par une domestique… Mathias est enterré, puis son cadavre disparaît alors même que des analyses prouvent qu'il a sans doute été empoisonné. Par qui ? Lucie pressée d'hériter ? Myra, pour plaire à son amant ? Marie, pour venger son aïeule trahie par l'ancêtre de Mathias ? L'inspecteur Kraus enquête sans arriver à se faire d'idée précise.

## Fiche technique
- Titre d'origine : La Chambre ardente
- Titre italien : I peccatori della foresta nera
- Titre allemand : Das Brennende Gericht
- Réalisation : Julien Duvivier
- Scénario et dialogues : Charles Spaak et Julien Duvivier, d'après le roman La Chambre ardente (The Burning Court) de John Dickson Carr
- Photographie : Roger Fellous
- Montage : Paul Cayatte et Nicole Colombier
- Musique : Georges Auric
- Son : Guy Chichignoud
- Décors : Willy Schatz
- Costumes : Tanine Autré, Louis Féraud, Candide
- Producteurs : Ralph Baum, Julien Duvivier et Yvon Guézel
- Sociétés de production : 
  - France : Comacico, Société Française Théâtre et Cinéma, International Productions, Abbey Films, Mondex Films
  - Allemagne de l'Ouest : Taurus Film et Universum Film
  - Italie : Laura Films
- Pays d'origine :  France |  Italie |  Allemagne de l'Ouest
- Langue : Français
- Format : Noir et blanc — 35 mm — 1,37:1 — Son : Mono
- Genre : Film dramatique, Film policier, Thriller
- Durée : 111 minutes (1 h 51)
- Dates de sortie :
  - Italie : 7 mars 1962
  - France : 30 mars 1962

## Distribution
- Jean-Claude Brialy : Marc Desgrez
- Édith Scob : Marie d'Aubray Boissard
- Nadja Tiller (VF : Jacqueline Porel) : Myra Schneider
- Perrette Pradier : Lucy Desgrez
- Claude Rich : Stéphane Desgrez
- Walter Giller (VF : Christian Alers) : Michel Boissard
- Antoine Balpêtré : Dr Hermann
- Frédéric Duvallès : Mathias Desgrez
- Héléna Manson : Augusta Henderson
- René Génin : Frédéric Henderson
- Dany Jacquet : Frieda Schiller
- Claude Piéplu : Inspecteur Krauss
- Gabriel Jabbour : Jacob Kremer (crédité Jabour au générique)
- Catherine Rich : Elsa Braun (créditée Laurence Belval)
- Carl Brake : Dr. Baxter
- Catherine Thévenin : servante